# Agustín Briones
Agustín Rodrigo Briones (Avellaneda, provincia de Buenos Aires; 4 de octubre de 1988) es un exfutbolista argentino. Jugaba de mediocampista y su último equipo fue  A.S.D. Akragas 2018 de la Eccellenza Sicilia de Italia (5.ª categoría).
Es hermano menor del futbolista Juan Ignacio Briones.

## Trayectoria
En la mitad de 2016, fue contratado por San Martín de Tucumán para disputar el Torneo Federal A 2017-18, en el cual terminó siendo campeón con luego de ganar la fase campeonato y ascendió a la Primera B Nacional.
A mediados de 2017, firmó contrato con Gimnasia de Mendoza para disputar la temporada 2017-18 del Torneo Federal A, torneo en el cual ascendió a la Primera B Nacional luego de ganar la fase reválida del mismo.
Después de un paso por Chaco For Ever, llegó a comienzos de 2019 al Club Almirante Brown para jugar la segunda parte del Campeonato de Primera B 2018-19.

## Clubes
| Club                    | País      | Año           |
| ----------------------- | --------- | ------------- |
| Aldosivi                | Argentina | 2008-2014     |
| Deportes Concepción     | Chile     | 2014          |
| Mushuc Runa             | Ecuador   | 2015          |
| San Martín (T)          | Argentina | 2016-2017     |
| Gimnasia y Esgrima (M)  | Argentina | 2017-2018     |
| Chaco For Ever          | Argentina | 2018          |
| Almirante Brown         | Argentina | 2019-2020     |
| Talleres (RdE)          | Argentina | 2020-2021     |
| Estudiantes de San Luis | Argentina | 2021-2022     |
| Camioneros              | Argentina | 2022          |
| SSD Akragas 1918        | Italia    | 2022-presente |

## Palmarés

### Campeonatos nacionales
| Título           | Club            | País      | Año  |
| ---------------- | --------------- | --------- | ---- |
| Torneo Federal A | San Martín (T)  | Argentina | 2016 |
| Primera B        | Almirante Brown | Argentina | 2019 |
| Eccellenza       | Akragas         | Italia    | 2023 |

#### Otros logros
| - Ascenso a la Primera B Nacional con Gimnasia de Mendoza en el Torneo Federal A 2017-18. |